# Pekka Tanskanen
Pekka Juhani Tanskanen, född 21 maj 1936 i Helsingfors, är en finländsk fysiker, främst inriktad på kosmisk strålning.
Tanskanen blev filosofie kandidat vid Helsingfors universitet 1960 och överflyttade därefter till det nystartade Uleåborgs universitet, där han tjänstgjorde som assistent i fysik och som forskningsassistent vid Atomenergikommissionen 1961–1965. Han blev filosofie doktor 1966 och innehade därefter diverse tjänster vid Uleåborgs universitet, där han var professor 1972–1999. Han har skrivit artiklar inom fysik, geofysik och rymdfysik och varit verksam inom finländska och internationella organisationer med koppling till dessa områden.

## Utmärkelser
- Riddartecknet av I klass av Finlands Vita Ros’ orden[1]

[Redigera Wikidata]